# Metropolis Festival

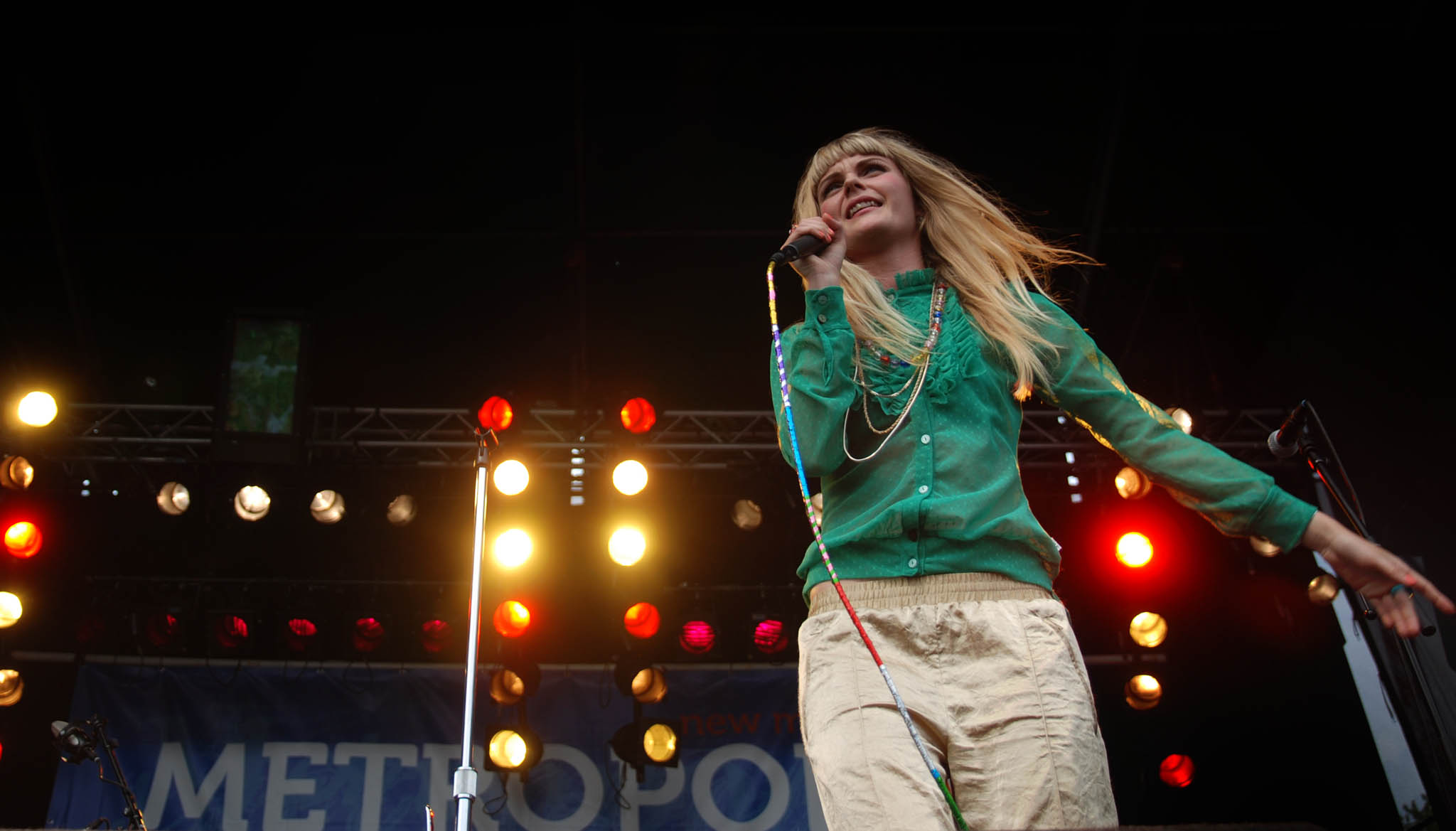
Mette Lindberg op Metropolis 2009.

Het Metropolis Festival wordt sinds 1988 jaarlijks gehouden in het Zuiderpark in Rotterdam.
De eerste twee edities gingen door onder de naam Poppark, maar omdat die naam nogal lijkt op die van het Parkpop festival in Den Haag, is deze in 1990 gewijzigd naar het huidige Metropolis. In de jaren 1988 tot en met 1994 vond het plaats begin september maar sinds 1995 vindt het festival plaats op de eerste zondag van juli. Op het gratis festival treden (vaak onbekende) bands op. Doorgaans is er een hoofdpodium en enkele kleinere podia in tenten. Ook hebben artiesten hun muziek laten horen vanuit een container (2003).
De muziekgenres variëren van rock, metal, indie, hiphop, wereldmuziek en punk tot elektronische en experimentele geluiden.
Het festival heeft de naam dat de onbekende bandjes die er optreden vaak uitgroeien tot bekende bands. Bijvoorbeeld acts als Smashing Pumpkins, The Prodigy, Kula Shaker, Wu-Tang Clan, Train, The Strokes, Interpol, The Killers, The Black Keys, Moke, Omar Souleyman, TV on the Radio, The Vaccines en The xx werden reeds geboekt voor hun definitieve doorbraak. 

## Edities

### 4 september 1988 - 1e editie
o.a. Living Colour, Bad to the Bone, Crime & The City Solution, Spasmodique, Fatal Flowers, Fishbone

### 3 september 1989 - 2e editie
o.a. Urban Dance Squad, Mano Negra, Les Négresses Vertes, King Swamp, Stereo MC's, The Paladins, Drivin' n' Cryin', 24-7 Spyz]

### 9 september 1990 - 3e editie
o.a. Primus, The Gun Club, Arno Hintjens, Luka Bloom, Mudhoney, The Blue Aeroplanes, Sjako

### 31 augustus 1991 - 4e editie
o.a. Son of Bazerk, Public Enemy, Urge Overkill, Freedy Johnston, Raggende Manne, Galliano, Dead Moon, Sturm Und Drang

### 6 september 1992 - 5e editie
o.a. Smashing Pumpkins, Cobraz, Laurie Anderson, John Trudell, Ride, Les Tambours du Bronx, The Young Gods, Lovecraft 

### 5 september 1993 - 6e editie
o.a. The Notwist, Chaka Demus & Pliers, Motorpsycho, Dink, Nerve, Noir Désir, The Wipers

### 4 september 1994 - 7e editie
o.a. Mother Earth, The Offspring, Carleen Anderson, Wu Tang Clan, Primal Scream, The Prodigy, Fun Da Men Tall

### 1 juli 1995 - 8e editie
o.a. Doo Rag, Jhelissa, Zion Train, Madball, Human Beings, James Hall, Supergrass

### 7 juli 1996 - 9e editie
o.a. Ken Ishii, Eboman, Soulwax, Sneaker Pimps, The Roots, Kula Shaker, 12 Rounds, Millencolin, Dubwar, Pro-pain

### 6 juli 1997 - 10e editie
o.a. Jimi Tenor, Peter Pan Speedrock, Nuff Said, Supersub, Ani DiFranco, Laika, Lagwagon, The Jungle Brothers

### 5 juli 1998 - 11e editie
o.a. Asian Dub Foundation, Dead Man Ray, Sean Lennon, Bernard Butler, Postmen, I$I$, Dyzack

### 4 juli 1999 - 12e editie
o.a. Postmen, Gorki, Wallrus, Racoon, Jurassic 5, Andre Williams, Hillbilly Boogiemen, Ozomatli

### 9 juli 2000 - 13e editie
o.a. Beef, Echoboy, At The Drive-In, Tampie Magdat, Bob Log III, Emiliana Torrini, Mark Ritsema & Trio Raskolnikov

### 1 juli 2001 - 14e editie
o.a. Admiral Freebee, Face Tomorrow, Brainpower, Luie Hond, Danko Jones, Train, The Strokes, Cousteau

### 6 juli 2003 - 15e editie
o.a. Artefact, Breakcore A Gogo met DJ Scud, FFF, Bong-ra, Carlos de Nicaragua y Familia, Cheb Balowski, Eastern Lane, Electric Six, Green Hornet, Interpol, Mastodon, Mono, Rotterdam Ska Jazz Foundation, Satellite 7, Tekitha feat. M.O.D. the Black Marvel, The Black Keys, The Buffseeds, The Riots, The Riplets, The Robocop Kraus, The Thermals, The Warlocks.

### 4 juli 2004 - 16e editie
o.a. The Bees, Eleven, Feverdream, Gem, Ikara Colt, The Killers, Modest Mouse, Mono, Noor, The Soledad Brothers, Star Star, TV on the Radio.

### 3 juli 2005 - 17e editie
o.a. Black Mountain, The Cribs, The Dears, Elle Bandita, Firefly, Hayseed Dixie, Kubus, Sticks & Jawat, Mando Diao, The Ponys, Rilo Kiley, Secret Machines, Sons and Daughters,  Stars.

### 2 juli 2006 - 18e editie
o.a. The Accelerators, The Apers, Bromheads Jacket, El Pino and The Volunteers, The Gossip, Lucky Fonz III, Miss Mary Ann & The Ragtime Wranglers, Moss, The Revs, Saunawest, Silence is Sexy, The Spinto Band, Winnieman, The Wrens.

### 1 juli 2007 - 19e editie
o.a. Moke, Noisettes, Senor Coconut, Datarock, Archie Bronson Outfit,  Jay Reatard, Sabrina Starke, The Bloody Honkies, DuvelDuvel, Kubus & BangBang, The Madd, Menomena, Pete & The Pirates, Winne.

### 6 juli 2008 - 20e editie
o.a. AC Berkheimer (NL), Black Box Revelation (Bel), Blaudzun (NL), Blood Red Shoes (UK), The Death Letters (NL), Devotchka (USA), Friska Viljor (Zwe), Giovanca (NL), Harry Merry & the Must (NL), Murder By Death (USA), O'Death (USA), Triggerfinger (Bel), Typhoon (NL), the Virgins (USA), Voicst (NL).

### 5 juli 2009 - 21e editie
o.a. The Asteroids Galaxy Tour (Den), The Broken Records (UK), DeWolff (NL), Dio & The Madd (NL), Elle Bandita (NL), Face Tomorrow (NL), Fucked Up (USA), Go Back to the Zoo (NL), Golden Silvers (UK), Johnossi (Zwe), Portugal. The Man (USA), The Soft Pack (UK), Starcatcher (NL), Textures (NL), Rolo Tomassi (UK), Winne (NL), The XX (UK).

### 4 juli 2010 - 22e editie
o.a. Adam Green (USA), Babylon Circus (FR), Baskerville (NL), Beans & Fatback (NL), Handsome Poets (NL - winnaar Serious Talent), Hausmagger (NL), Tim Knol (NL), Orchestre Poly Rythmo de Cotonou (Benin), Jack Parow (Z-Afr), Omar Souleyman (Syrië), The Hype (NL), The Strange Boys (USA), James Yuill (UK). Aantal bezoekers: 35.000

### 3 juli 2011 - 23e editie
o.a. 1Duidig (NL), Black Milk (USA), La Boutique Fantastique (NL), The Deaf (NL), Death Letters (NL), Grouplove (USA), Half Way Station (NL), Krach (NL), Kleine Viezerik (NL), Lola Kite (NL), Gers Pardoel (NL), Phantom Four & The Arguido (NL), Pop Up Animal Kids (NL), Les Savy Fav (USA), SX (Bel), Tamikrest (Mali), The Vaccines (UK), Kurt Vile & The Violators (USA), Weekend (USA). Aantal bezoekers: 42.000

### 1 juli 2012 - 24e editie
o.a. Active Child (USA), Bombay Show Pig (NL), Capeman (NL), Cerebral Ballzy (USA), Connan Mockasin (NZL), F. Stokes (USA), Jungle By Night (NL), Kraantje Pappie (NL), Mikal Cronin (USA), Nick Waterhouse (USA), Other Lives (USA), Palio Superspeed Donkey (NL), Rats on Rafts (NL), Skip & Die (NL), The Kik (NL), Thee Oh Sees (USA), Vanderbuyst (NL), We Are Augustines (USA). Aantal bezoekers: 26.000

### 7 juli 2013 - 25e & Jubileumeditie
Bombino (NIGER), Concrete Knives (FRA), Deep Sea Arcade (AUS), Dichter (NL), Jacco Gardner (NL), John Coffey (NL), K-X-P (FIN), Mozes and the Firstborn (NL), Parquet Courts (USA), Rats on Rafts & De Kift (NL), Ronnie Flex (NL), Shangaan Electro (ZAF), Sic Alps (USA), Soul Sister Dance Revolution (NL), Sunday Sun (NL), Tessa Rose Jackson (NL), traumahelikopter (NL), Twin Forks (USA), We Sell Guns (NL), Wolf in Loveland (NL). Aantal bezoekers: 40.000

### 6 juli 2014 - 26e editie
Afterpartees (NL), The Afterveins (NL), Bear's Den (UK), The Benelux (NL), Blank Realm (AUS), The Bohicas (UK), De Likt (NL), DZ Deathrays (AUS), Elliphant (ZWE), HeavyLight (NL), Hunting The Robot (NL), Jagwar Ma (AUS), The Jezabels (AUS), KiT (NL), New Build (UK), Robbing Banks (NL), The Sore Losers (BEL), Superfood (UK), Twenty One Pilots (USA), The Vagary (NL), Woman's Hour (UK). Talent Stage (<18 jaar): Atlas And The Fox, Dog Food, The Hague Idiots, Limitless, Lisanne Helwig, Personal Preference, The Tambles. Aantal bezoekers: 30.000

### 5 juli 2015 - 27e editie
All Tvvins (IRE), Black Honey (UK), Ezra Furman (USA), Glass Animals (UK), Goodnight Moonlight (NL), Halfway Station (NL), Jungle (UK), Meridian Brothers (COL), Die Nerven (DUI), Original Dub Radix (NL), Sevdaliza (Iran/NL), Too Many Zooz (USA), Tourist LEMC (BEL), Vintage Trouble (USA). Talent Stage acts: Wikke Schrandt, No Strings Attached, Sailing, Death By Oxygen, Roadmaps, Seed of Ayawaska, DJ Flor. Aantal bezoekers: 30.000

### 3 juli 2016 - 28e editie
Alex Vargas (DEN), BØRNS (USA), Death Alley (NL), Dooxs (NL), HÆLOS (UK), Iguana Death Cult (NL), Indian Askin (NL), Jerry Hormone's Ego Trip (NL), Loyle Carner (UK), Masego Soundsystem (NL), Methyl Ethyl (AUS), Vaudou Game (Togo), Vince Staples (USA) en WHITE (UK). Talent Stage acts: Dr. Meraki, Green Cabin, Mantra, Something Like Sunshine en Your Averge Neighbours. Aantal bezoekers: 33.000.

### 2 juli 2017 - 29e editie
Altın Gün (NL), Beach Slang (USA), Dawn Brothers (NL), Idles (UK), J. Bernardt (BEL), Jalen N'Gonda (USA), Janka Nabay & The Bubu Gang (USA), Jo Goes Hunting (NL), Joseph  (USA), Naaz (NL), The Orwells (USA), Priests (USA), Yungblud (UK), Chris Baas, Bart Eicholtz, DJ Thelonious, Pushin Wood, Duke Hugh en Black Dynamite. Talent Stage acts: Beyond The Moon, Hearing Dogs For Deaf People, SpeakEasy, The Bright en The Spvrk. Aantal bezoekers: 30.000.

### 8 juli 2018 - 30e editie
Feng Suave, Giant Party, Arcane Roots, Kraantje Pappie, Day Fly, Confidence Man, Petit Biscuit, Luka, Lewsberg, Bad Sounds, Caroline Rose, Alice Merton, Tamino, Togo All Stars, Rock Season, May Wouterson, Poke, Leafs, Bokoesam, Latifah en Kevin. Talent Stage acts: The Frontiers, Maj Wouterson, Rock Season en Left in Suspense.

### 30 juni 2019 - 31e editie
Tabitha, GRiZ, Yonaka, All Them Witches, The Slow Readers Club, Mt. Joy, Dwayne Franklin & Daddy Jacob, Snelle, YĪN YĪN, Donny Benét, The Murder Capital, Underground System, Les Robots en Will Westerman. Talent Stage acts: CLOUÉ, Deveron, Left In Suspense en Lleed.

### 2020 - geen festival
Door de coronapandemie en de coronamaatregelen vond er in 2020 geen editie van het festival plaats.

### 2021 - mini-editie
Door de coronapandemie en de coronamaatregelen vond er in 2021 eveneens geen volwaardige editie van het festival plaats. Er werd gekozen voor een mini-editie in het Theater Zuidplein dat ook online gestreamd werd. De acts waren o.a. Froukje, Kevin & The Animalsen Mia Porter.

## Trivia
In Miniworld Rotterdam is een miniatuurversie van het festival te zien.